# أولاد الحاج قاسم (أولاد الحاج)
أولاد الحاج قاسم هو دُوَّار يقع بجماعة دار سي عيسى، إقليم آسفي، جهة مراكش آسفي في المملكة المغربية. ينتمي الدوّار لمشيخة أولاد الحاج التي تضم 19 دوار. يقدر عدد سكانه بـ 200 نسمة حسب الإحصاء الرسمي للسكان والسكنى لسنة 2004.

## روابط خارجية
- البوابة الوطنية للجماعات الترابية
- المندوبية السامية للتخطيط